# Hur (Biblie)

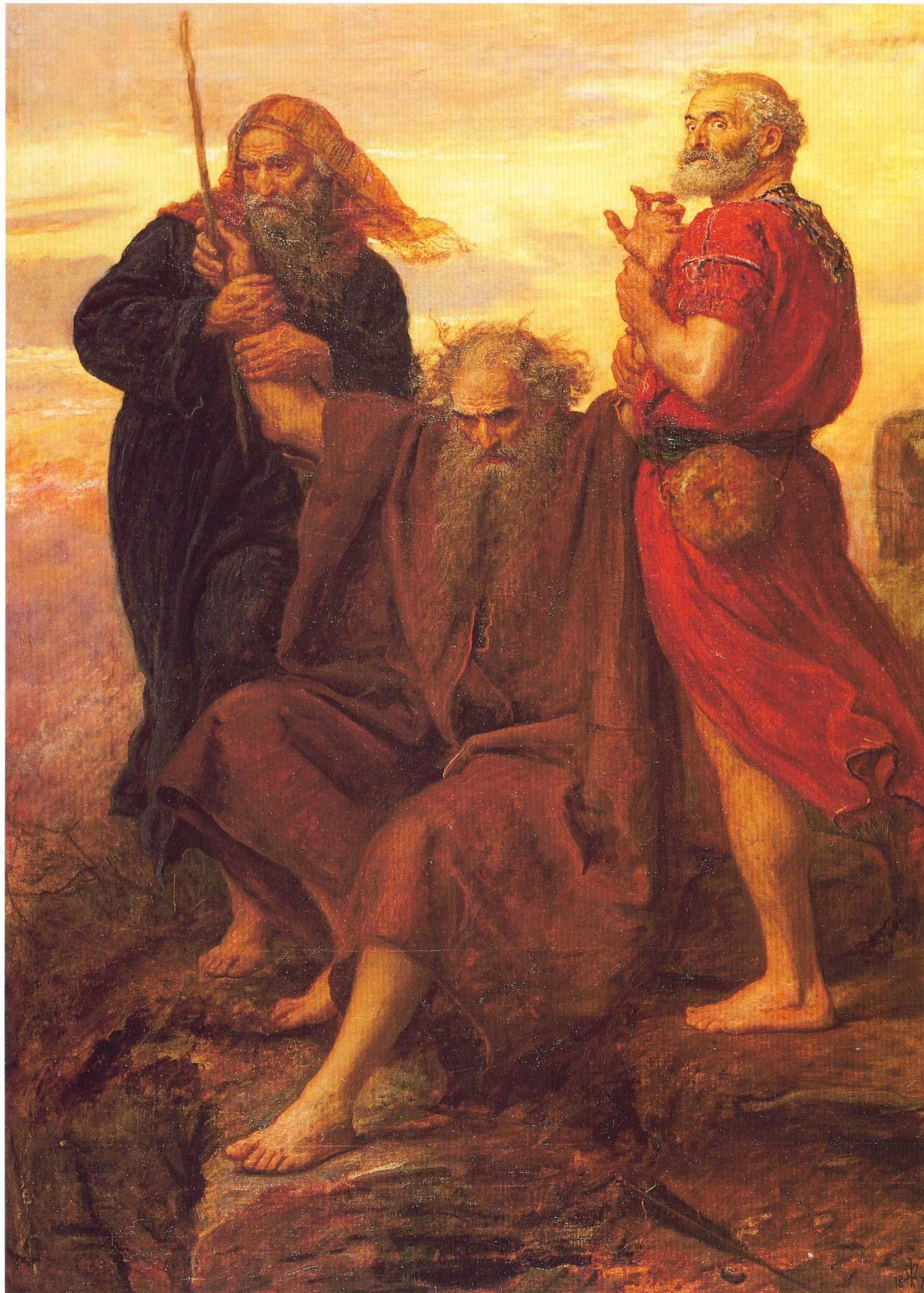
Pictura Victorie, o, Doamne! (1871) a lui John Everett Millais îl înfățișează pe Moise ridicându-și brațele în timpul Bătăliei de la Refidim, sprijinit de Hur (în stânga) și Aaron (în dreapta).

Hur (scris, de asemenea, Or; în ebraică חור) a fost un însoțitor al lui Moise și Aaron din Biblia evreiască. El a fost membru al Tribului lui Iuda. Identitatea sa rămâne neclară în Tora, dar este prezentată mai pe larg în comentariile rabinice.
Alte persoane numite Hur sunt menționate, de asemenea, în Biblie.

## Hur, însoțitorul lui Moise
În cartea biblică Exodul (Ieșirea), Hur este menționat pentru prima dată ca un însoțitor al lui Moise și Aaron care a urmărit alături de ei Bătălia de la Refidim împotriva amaleciților. El l-a ajutat pe Aaron să ridice mâinile lui Moise atunci când Moise și-a dat seama că israeliții biruiau în luptă, cât timp mâinile sale erau ridicate: „Aaron și Hur îi sprijineau mâinile, unul de o parte și altul de altă parte”. El este menționat încă o dată ca aliatul ferm al lui Moise, fiind lăsat alături de Aaron la conducerea tribului israeliților atunci când Moise pleacă pe Muntele Sinai. Moise a spus poporului: „Aaron și Hur sunt cu voi; de va avea cineva pricină, să vină la ei”. Cu toate acestea, numai Aaron este menționat în relatarea ulterioară a evenimentelor din perioada absenței lui Moise și a făuririi Vițelului de Aur.

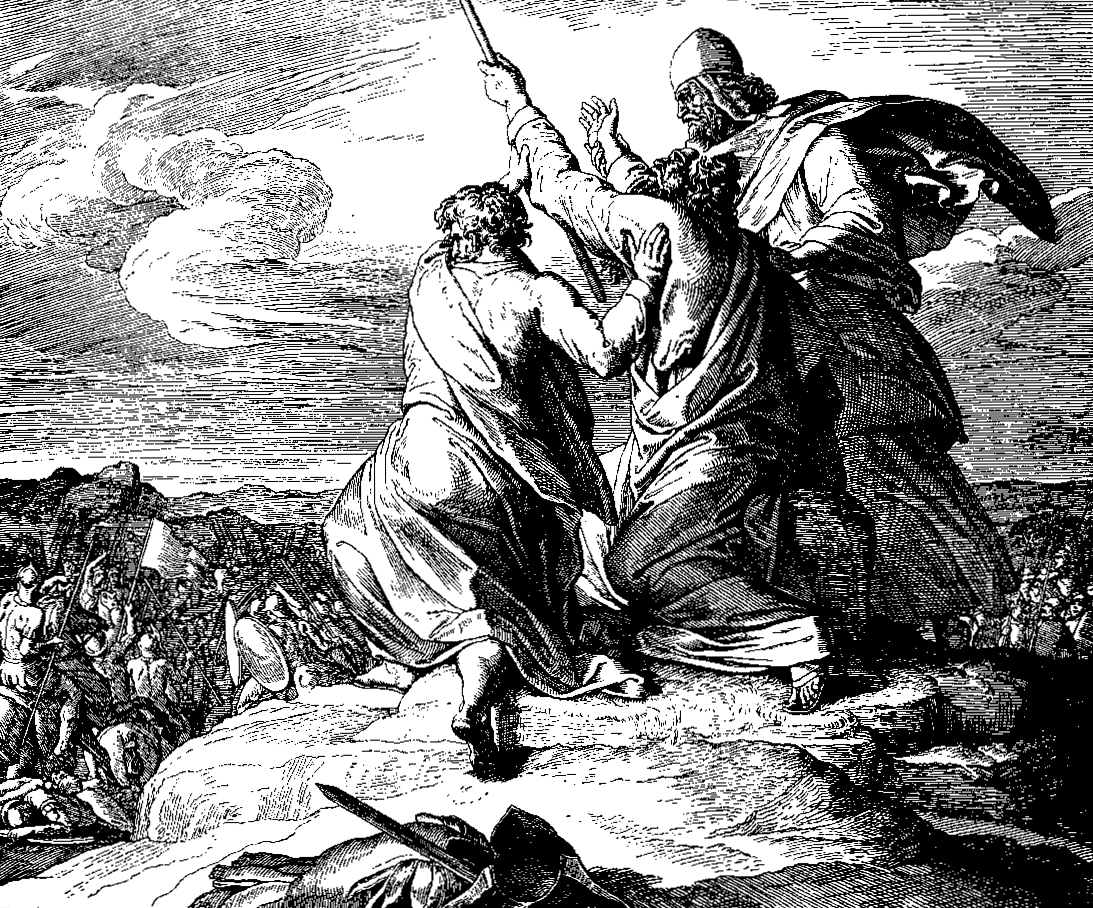
Bătălia cu amaleciții, de Julius Schnorr von Carolsfeld (1860), reprezentând evenimentele din.

Hur este, de asemenea, menționat ca bunicul lui Bețaleel, desemnat de Dumnezeu pentru a fi principalul creator al Cortul Adunării și al Chivotului Legii. Deși nu este cu totul sigur că acest Hur este același individ, el a fost considerat ca atare în tradiția evreiască.
Numele lui Hur din tribul lui Iuda apare și în genealogiile din Cartea întâia a cronicilor (1 Cronici 2:50; 1 Cronici 4:1; 4:4), dar nu se știe dacă este același personaj. În Cărțile Cronicilor, Hur este fie fiul, fie tatăl lui Caleb. Limbajul este suficient de ambiguu încât sunt posibile interpretări diferite. Versiunea ortodoxă a Bibliei menționează: „Aceștia au fost fiii lui Caleb. Fiul lui Hur, întâiul născut al Efratei a fost Șobal, tatăl lui Chiriat-Iearim.”.
Hur a avut patru fii: Uri, tatăl lui Bețaleel, și alți trei: Șobal, Salma și Haref, care se spune că au fost fondatorii orașelor Chiriat-Iearim, Betleem și respectiv Betgader. Cu toate acestea, Cartea întâia a cronicilor îl numește pe însuși Hur tatăl Betleemului.

## Comentarii rabinice
Biblia îi prezintă în mod explicit în Ieșirea 38:22 pe descendenții lui Hur: „Bețaleel, fiul lui Uri al lui Hur...”, dar nu în mod direct descendența sa părintească, cu excepția faptului că era din tribul lui Iuda.
Potrivit tradiției rabinice, Hur era fiul lui Miriam, deci nepotul lui Moise și al lui Aaron. Talmudul (Sanhedrin 69b și Sotah 11b) afirmă că Caleb, un descendent din tribul lui Iuda, s-a căsătorit cu Miriam și a devenit tatăl lui Hur. Această afirmație se bazează pe targumul Cărții întâia a cronicilor 2:19: „... Caleb și-a luat de femeie pe Efrata și aceasta i-a născut pe Hur.”. Efrata era un alt nume pentru Miriam. Comentariul biblic al rabinului Rashi justifică această poziție în celelalte două locuri din Exod unde este menționat Hur: 17:10 și 24:14. Cu toate acestea, Iosephus Flavius afirmă în Antichități iudaice (Ant 3.2.4.) că Hur a fost soțul surorii lui Moise, Miriam.
Dispariția bruscă a lui Hur din cartea Exodului este explicată în tradiția talmudică prin faptul că Hur a fost ucis atunci când a încercat să împiedice făurirea Vițelului de Aur. Uciderea lui Hur l-a intimidat pe Aaron și l-a făcut să se conformeze cererii poporului de a făuri idolul. Fidelitatea lui Hur a fost răsplătită de Dumnezeu prin faptul că i-a acordat nepotului său sarcina de a face Cortul.

## Alte persoane cu numele Hur
Potrivit tradiției, Hur, însoțitorul lui Moise, este același cu bunicul lui Bețaleel, dar acest lucru nu este sigur. Alte persoane numite Hur sunt:

### Hur, un rege al madianiților
El a fost ucis alături de alți patru regi madianiți în vremea lui Moise de o expediție israelită condusă de Fineas, fiul lui Eleazar. Baalam, fiul lui Beor, a fost, de asemenea, ucis de israeliți în această expediție (Numerii 31:8; Iosua 13:21).

### Hur, tatăl lui Refaia
El este menționat doar în relația sa cu Refaia (Neemia 3:9); nu există alte date biografice referitoare la el. Este posibil, dar extrem de puțin probabil, ca el să se refere la una dintre celelalte persoane cu numele Hur (altul decât regele Madianului) dacă „Refaia, fiul lui Hur” înseamnă că Hur a fost un strămoș și nu un tată biologic.